# Альбаган
Альбаган — гора на северо-востоке Алтая, высшая точка хребта Иолго. Высота вершины, имеющей вид острого гребня, 2618 м. Расположена в Чойском районе на его границе с Онгудайским и вблизи от границы Чемальского. Гора входит в Сумультинский заказник.
В окрестностях озёра, реки, тайга, горный приют. Из озера на склоне берёт исток река Ижема. Восхождение занимает три дня. С вершины в хорошую погоду на горизонте видно Белуху.